# Squadra spaziale
Squadra spaziale (Rocket Squad) è un film del 1956 diretto da Chuck Jones, con Daffy Duck e Porky Pig, prodotto da Eddie Selzer e scritto da Tedd Pierce. Trattasi di un cortometraggio d'animazione, uscito il 10 marzo 1956, distribuito dalla Warner Bros. Pictures.
È una parodia del franchise poliziesco Dragnet e il titolo in inglese è un riferimento a Racket Squad.
Il corto appare nella raccolta Looney Tunes Golden Collection: Volume 3 del 2005.

## Trama
Daffy Duck interpreta il sergente Joe Monday e il narratore della storia. Lui e il suo partner, il detective Schmoe Tuesday (Porky Pig), stanno rientrando da un turno di pattuglia nella costellazione del Grande Carro, quando ricevono una videochiamata dall'ufficiale di turno. Tornati alla centrale, accettano l'incarico di trovare un bandito ricercato, da parte del capo della polizia. Raccolti gli indizi sulla scena del crimine, grazie ad un "cripto-analizzatore" scoprono che si tratta di un ex-galeotto, George "Mother" Machree. Dopo averlo inseguito e raggiunto, riescono ad arrestarlo. Alla fine, i due poliziotti vengono condannati a trent'anni di reclusione per aver arrestato l'uomo senza causa probabile e senza l'ordine del tribunale.